# روبن توماس
روبن توماس (انگلیسی: Robin Thomas؛ زادهٔ ۱۲ فوریهٔ ۱۹۴۹) یک بازیگر سینما، و هنرپیشه اهل ایالات متحده آمریکا است.
از فیلم‌ها یا برنامه‌های تلویزیونی که وی در آن نقش داشته است می‌توان به رقیب، خواهران بنگر، باشگاه کوگر و درباره شب قبل اشاره کرد.